# Edgar Peña Parra
Edgar Peña Parra (Maracaibo, 6 marzo 1960) è un arcivescovo cattolico venezuelano, dal 15 agosto 2018 sostituto per gli affari generali della Segreteria di Stato della Santa Sede.

## Biografia
Monsignor Edgar Peña Parra è nato a Maracaibo il 6 marzo 1960 da Robinson e Adela Parra de Peña. È cresciuto il quartiere di El Saladillo, vicino alla basilica di Chiquinquirá.

### Formazione e ministero sacerdotale
Ha completato gli studi primari presso il Colegio Libertador e ha svolto i cinque anni di scuola superiore presso il liceo "Rafael Belloso Chacín" di Maracaibo. Nel 1981 ha conseguito la laurea in filosofia presso il seminario della diocesi di San Cristóbal e in seguito la laurea in teologia presso il seminario di Caracas.
Il 23 agosto 1985 è stato ordinato presbitero per l'arcidiocesi di Maracaibo. Ha quindi esercitato il ministero pastorale in diverse parrocchie per quattro anni. Ancora oggi viene ricordato con affetto e apprezzamento da coloro che vivono nelle popolose parrocchie dove ha operato.
Nel 1989 la Santa Sede, per mezzo dell'allora nunzio apostolico Luciano Storero, ha sottoposto una consultazione tra i vescovi venezuelani per cercare sacerdoti da avviare al servizio diplomatico della Santa Sede. L'arcivescovo di Maracaibo Domingo Roa Pérez lo propose come un possibile candidato. Padre Peña fu chiamato alla nunziatura a Caracas per essere valutato. Fu ammesso alla Pontificia accademia ecclesiastica di Roma, l'istituto che forma i diplomatici della Santa Sede. Nel 1993 si è laureato in diritto canonico presso la Pontificia Università Gregoriana con una tesi intitolata "I diritti umani nel sistema interamericano alla luce del magistero pontificio".
Il 1º aprile dello stesso anno è entrato nel servizio diplomatico della Santa Sede. Dal 1993 al 1997 ha prestato servizio nella nunziatura apostolica di Nairobi in Kenya. Questa rappresentanza si occupa anche dei rapporti con il Programma delle Nazioni Unite per gli insediamenti umani e il Programma delle Nazioni Unite per l'ambiente. Nel 1995 papa Giovanni Paolo II lo ha nominato monsignore. Nel 1997 è stato trasferito alla nunziatura apostolica nella Repubblica Federale di Jugoslavia. Ha acquisito molta esperienza poiché il paese era scosso dalle guerre jugoslave. Nel 1999 è entrato nello staff della rappresentanza pontificia presso l'Ufficio delle Nazioni Unite a Ginevra. Nel 2002 è divenuto consigliere della nunziatura apostolica in Honduras. Nel 2006 è stato trasferito alla nunziatura apostolica in Messico, il secondo paese per numero di cattolici del continente americano.

### Ministero episcopale
L'8 gennaio 2011 papa Benedetto XVI lo ha nominato arcivescovo titolare di Telepte e nunzio apostolico. Il 2 febbraio è stato nominato nunzio apostolico in Pakistan. Ha ricevuto l'ordinazione episcopale il 5 febbraio successivo, con gli arcivescovi Marcello Bartolucci, Savio Hon Tai-Fai, Celso Morga Iruzubieta e Antonio Guido Filipazzi, nella basilica di San Pietro in Vaticano, per imposizione delle mani dello stesso pontefice, co-consacranti i cardinali Angelo Sodano e Tarcisio Bertone. È il primo nunzio apostolico venezuelano.
Il 21 febbraio 2015 papa Francesco lo ha nominato nunzio apostolico in Mozambico. Nel 2016 si è unito al gruppo di mediatori che cercavano di ristabilire la pace tra il governo nazionale e il partito politico di opposizione Resistenza Nazionale Mozambicana.
Il 15 agosto 2018 papa Francesco lo ha nominato sostituto per gli affari generali della Segreteria di Stato della Santa Sede. È il secondo latinoamericano a ricoprire quella posizione dopo l'argentino Leonardo Sandri. L'unico altro venezuelano ad aver ricoperto un ufficio di alto dirigente nella Curia romana è stato il cardinale Rosalio José Castillo Lara, che ha ricoperto diversi incarichi di alto livello tra il 1975 e il 1997. Ha preso possesso del suo ufficio il 15 ottobre successivo.
Oltre allo spagnolo parla italiano, inglese, francese, portoghese e serbo-croato.

## Opere
- (ES) Edgar Robinson Peña Parra, Los Derechos Humanos en el Sistema Interamericano a la luz del Magisterio Pontificio, 1993.

## Genealogia episcopale e successione apostolica
La genealogia episcopale è:
- Cardinale Scipione Rebiba
- Cardinale Giulio Antonio Santori
- Cardinale Girolamo Bernerio, O.P.
- Arcivescovo Galeazzo Sanvitale
- Cardinale Ludovico Ludovisi
- Cardinale Luigi Caetani
- Cardinale Ulderico Carpegna

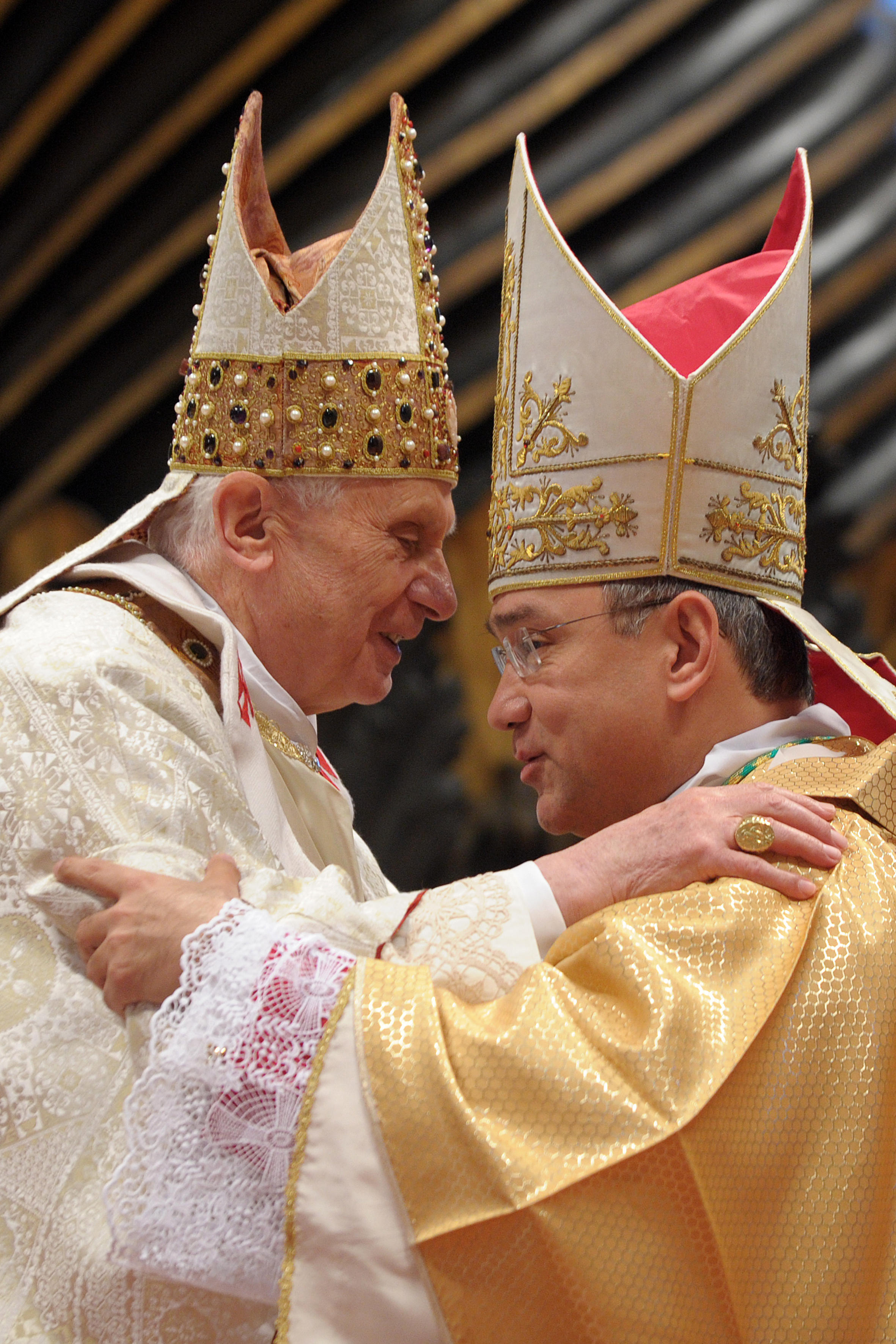
Monsignor Peña Parra riceve l'abbraccio di papa Benedetto XVI dopo la sua ordinazione episcopale.

- Cardinale Paluzzo Paluzzi Altieri degli Albertoni
- Papa Benedetto XIII
- Papa Benedetto XIV
- Papa Clemente XIII
- Cardinale Bernardino Giraud
- Cardinale Alessandro Mattei
- Cardinale Pietro Francesco Galleffi
- Cardinale Giacomo Filippo Fransoni
- Cardinale Antonio Saverio De Luca
- Arcivescovo Gregor Leonhard Andreas von Scherr, O.S.B.
- Arcivescovo Friedrich von Schreiber
- Arcivescovo Franz Joseph von Stein
- Arcivescovo Joseph von Schork
- Vescovo Ferdinand von Schlör
- Arcivescovo Johann Jakob von Hauck
- Vescovo Ludwig Sebastian
- Cardinale Joseph Wendel
- Arcivescovo Josef Schneider
- Vescovo Josef Stangl
- Papa Benedetto XVI
- Arcivescovo Edgar Peña Parra

La successione apostolica è:
- Vescovo Josep-Lluís Serrano Pentinat (2024)